# 739 (szám)
A 739 (római számmal: DCCXXXIX) egy természetes szám, prímszám.

## A szám a matematikában
A tízes számrendszerbeli 739-es a kettes számrendszerben 1011100011, a nyolcas számrendszerben 1343, a tizenhatos számrendszerben 2E3 alakban írható fel.
A 739 páratlan szám, prímszám. Jó prím. Normálalakban a 7,39 · 102 szorzattal írható fel.
Mírp. Pillai-prím.
Szigorúan nem palindrom szám.
A 739 négyzete 546 121, köbe 403 583 419, négyzetgyöke 27,18455, köbgyöke 9,04097, reciproka 0,0013532. A 739 egység sugarú kör kerülete 4643,27394 egység, területe 1 715 689,722 területegység; a 739 egység sugarú gömb térfogata 1 690 526 272,3 térfogategység.
A 739 helyen az Euler-függvény helyettesítési értéke 738, a Möbius-függvényé −1.